# Ouroborus cataphractus
Ouroborus cataphractus је гмизавац из реда Squamata и фамилије Cordylidae.

## Угроженост
Ова врста се сматра не сматра угроженом од изумирања.

## Распрострањење
Врста је присутна у Јужноафричкој Републици и Намибији (непотврђено).